# Spinnenwebtheorema
Het Cobweb-model of spinnenwebtheorema is een economisch model van de cyclische dynamiek in vraag en aanbod als gevolg van de vertraging waarmee de producenten reageren op een prijswijziging. Dit verschijnsel werd beschreven door de Hongaarse econoom Nicholas Kaldor in 1934, en het kreeg in 1938 van de Amerikaanse econoom Mordecai Ezekiel de naam 'Cobweb theorem' (spinnenwebtheorema). Ezekiel observeerde vraag en aanbod in de varkenshouderij en kwam tot zijn befaamde model dat ook bekend is onder de naam varkenscyclus. Verder onderzoek wees uit dat dit fenomeen niet beperkt is tot de varkenshouderij maar zich evengoed manifesteert in andere sectoren waar vraag en aanbod aan vaste cycli gebonden zijn (bijvoorbeeld koffieteelt, arbeidsmarkt).
Wanneer de varkenscyclus in een grafiek wordt uitgezet, blijkt meteen waarom ook wel van het spinnenwebtheorema wordt gesproken.
In bovenstaande grafiek ligt het evenwicht op het snijpunt van de vraag- en aanbodcurve bij een hoeveelheid Q en prijs P. Bij een slechte oogst in periode 1 (1 op de grafiek), zakt het aanbod naar Q1, en stijgen de prijzen naar P2. De hoge prijs zet de producenten aan om meer te produceren waardoor het aanbod stijgt naar Q2. Maar om de volledige productie verkocht te krijgen moet de prijs zakken naar P3. Dit proces herhaalt zichzelf, tot eventueel een evenwicht wordt bereikt bij Q0.